# Godob Jiraan
Godob Jiraan (ook: Godobjiran, Gadobjiran, Godob Jiiraan) is een stadje in Puntland, een zelfverklaard autonoom gebied in noordoost Somalië.
De administratieve status van Godob Jiraan is onduidelijk. Volgens de formele lokale bestuursstructuur van Somalië ligt Godob Jiraan in het district Jariiban, regio Mudug. Maar het bestuur van Puntland noemt Godob Jiraan als de hoofdplaats van het district Godob Jiraan in de regio Nugaal.
Godob Jiraan ligt aan de onverharde weg van Galkayo naar Eyl in een aride landschap met spaarzame en verspreide vegetatie. Iets ten westen van het dorp loopt een gelijknamige wadi. Aan de noordwestelijke rand van het dorp bevindt zich de waterput waar veel vee komt drinken. Aan die kant van het dorp liggen een 15-tal omheinde berkads. Er is een lagere school in Godob Jiraan. Het dorp ligt 28 km van de kust van de Indische Oceaan. Dorpen in de omgeving zijn Galxagar en Dhinawda Dhigdhigley.
Klimaat: Godob Jiraan heeft een tropisch savanneklimaat met een gemiddelde jaartemperatuur van 26,5°C. De warmste maand is mei, met een gemiddelde temperatuur van 28,4°C; januari is het koelste, gemiddeld 23,8°C. De jaarlijkse regenval bedraagt 161 mm (ter vergelijking, in Nederland ca. 800 mm). Er zijn twee uitgesproken regenseizoenen, in april-mei en oktober-november. Mei is de natste maand met ca. 58 mm neerslag. Van december t/m maart valt er weinig neerslag, en in de vier maanden juni t/m september is het vrijwel geheel droog.